# Heinrich Knirr
Heinrich Knirr (2 setembre 1862 – 26 maig 1944) era un pintor austríac-alemany, conegut per pintar escenes de gènere i retrats, tot i que també va fer paisatges i bodegons. És més conegut per pintar el retrat oficial d'Adolf Hitler, i és l'únic artista que va pintar Hitler en vida.
Va néixer a Pančevo. Va estudiar a l'Acadèmia d'Arts Bons, Viena, amb Gabriel von Hackl i Carl Wurzinger, i va assistir a l'Acadèmia d'Arts Bons, Múnic, on va rebre lliçons de Gabriel von Hackl i Ludwig Löfftz.
A Múnic va obrir una escola d'art privada allà al 1888. La seva escola va obtenir una bona reputació arreu Europa. De 1898 a 1910, ell també va donar classe a l'Acadèmia de Múnic. També va ser membre de la Secessió de Múnic i, més tard, la Secessió de Viena.
A principis de la Primera Guerra Mundial, va deixar les seves activitats d'ensenyament i es va mudar a Starnberg. En la dècada de 1920, la família Thannhauser es van convertir en els seus patrons. Al 1922, va viure a Baviera. Durant el règim razi, va continuar sent popular i, al 1937, va ser nomenat el primer "Große Deutsche Kunstausstellung al Haus der Kunst amb un dels seus retrats d'Adolf Hitler.
Durant els anys següents, va exposar catorze feines en total allà, incloent retrats del xofer privat d'Hitler, Julius Schreck, i la seva mare Klara. Ambdues pintures van ser penjades per Hitler a l'oficina al Berghof, a Berchtesgaden. També va fer el retrat oficial de Rudolf Hess, i Albert Speer, qui sovint es referia a ell com el "pintor de cambra".
Al 1942, a Knirr li va ser atorgada la medalla del Goethe-Medaille für Kunst und Wissenschaft. Al 1944 va morir en Staudach-Egerndach.